# Joana d'Aragó i de Navarra

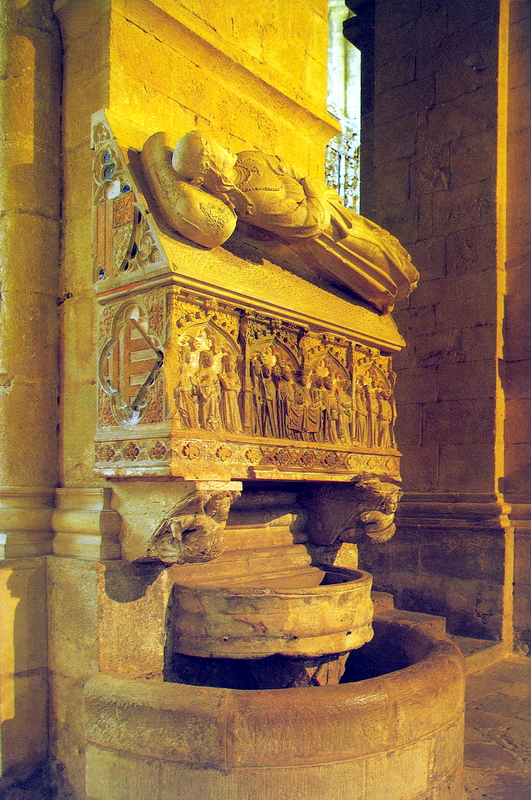
Sepulcre de Joana d'Aragó al Reial Monestir de Santa Maria de Poblet.

Joana d'Aragó i de Navarra (Barcelona, 7 de novembre de 1344 - Castelló d'Empúries, 1384) fou princesa d'Aragó i comtessa consort d'Empúries (1373-1384).

## Orígens familiars
Fou la segona filla del rei d'Aragó i comte de Barcelona Pere III el Cerimoniós i de la seva primera esposa, Maria de Navarra. Era neta per línia paterna del comte-rei Alfons el Benigne i Teresa d'Entença, i per línia materna dels reis Felip III Evreux i Joana II de Navarra. Fou germana, per part de pare, dels comtes-reis Joan el Caçador i Martí l'Humà.

## Núpcies i descendents
El 19 de juny de 1373 es casà amb el seu cosí, el comte Joan I d'Empúries, vidu de la seva primera muller. Del matrimoni, en van néixer dos fills:
- l'infant Joan II d'Empúries (?-1401), comte d'Empúries
- l'infant Pere III d'Empúries (?-1401), comte d'Empúries

## Interès científic
L'any 1376 el seu pare, el rei Pere el Cerimoniós, li va enviar un rellotge astronòmic, la descripció del qual consta a la correspondència reial conservada a l'Arxiu de la Corona d'Aragó (ACA reg. 1093 fol. 74). El rellotge que li va regalar el seu pare era de cambra de quatre campanetes i amb mecanisme de soneria capaç de tocar les hores automàticament o sota demanda. L'esfera principal era un astrolabi amb tres plats intercanviables gravats amb les coordenades adients per les latituds geogràfiques triades pensant en els dominis del rei, la qual cosa demostra que el rellotge va ser fet expressament per a l'ocasió. L'aranya de l'astrolabi estava animada amb un moviment de rotació sideri, amb un indicador de la posició del sol sobre el zodíac (agulla horària) i un altre per la posició de la lluna que mostrava al mateix temps les fases lunars (Vielliard 1961, p. 161-168). Recentment s'ha descobert que l'esmentat rellotge que sempre se li havia atribuït, en realitat va ser enviat a la seva germana Elionor.